# Хиби (Великопольське воєводство)
Хиби (пол. Chyby) — село в Польщі, у гміні Тарново-Подґурне Познанського повіту Великопольського воєводства.
Населення — 888 осіб (2011).

## Демографія
Демографічна структура станом на 31 березня 2011 року:
|          | Загалом | Допрацездатний вік | Працездатний вік | Постпрацездатний вік |
| -------- | ------- | ------------------ | ---------------- | -------------------- |
| Чоловіки | 417     | 106                | 282              | 29                   |
| Жінки    | 471     | 120                | 292              | 59                   |
| Разом    | 888     | 226                | 574              | 88                   |